# Виндах (река)
Виндах (нем. Windach) — река в Германии, протекает по земле Бавария. Левый приток реки Ампер
Речной индекс 1664. Площадь бассейна реки составляет 128 км². Общая длина реки 25,7 км. После дождей уровень реки резко повышается, что может привести к наводнениям. Чтобы уменьшить ущерб от наводнений, в 1961—1964 годах на реке было устроено водохранилище Виндахшпайхер. Но несмотря на это в 1999 и 2000 годах в Эхинге-ам-Аммерзе случались наводнения, поэтому в 2008—2009 годах участок реки пустили по новому руслу и вырыли защитный ров.